# Cultura de Granada

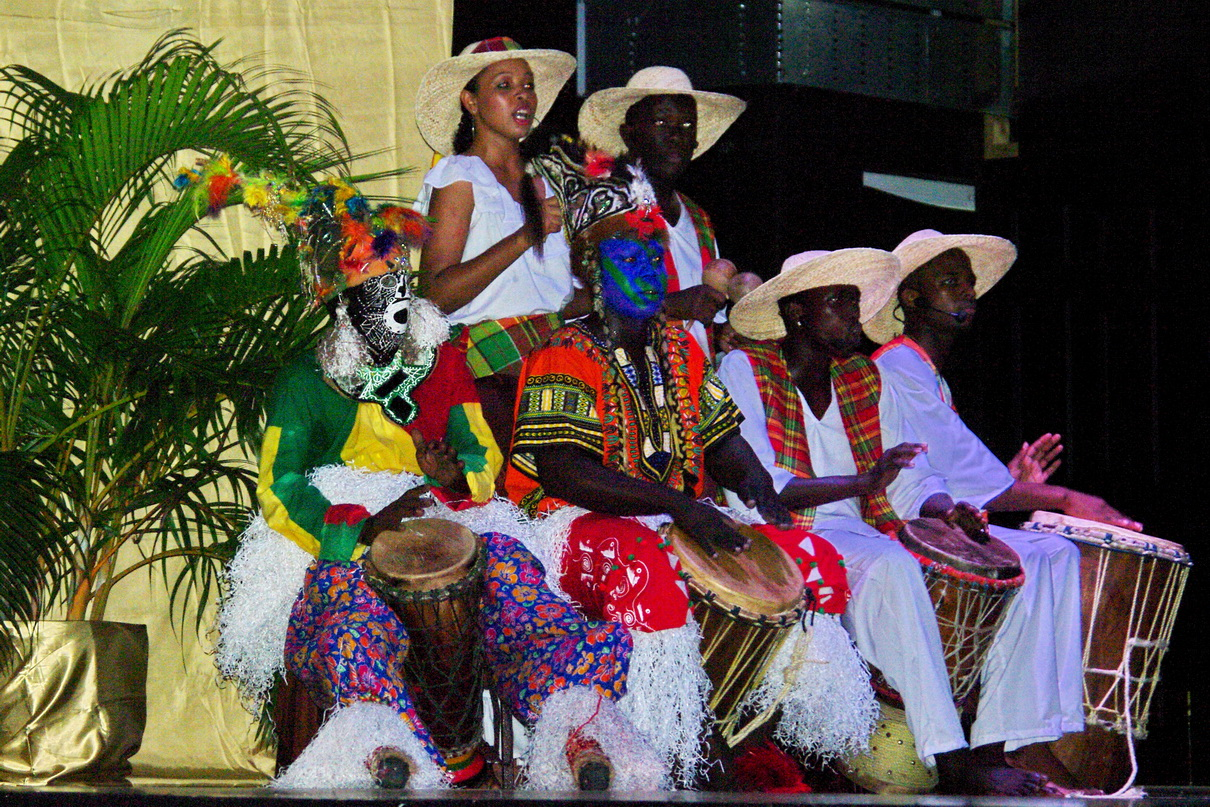
Actividad cultural en el centro cultural Spice-Basket.

La Cultura de la isla caribeña de Granada es una mezcla de diferentes influencias, los colonos franceses trajeron consigo sus tradiciones, al igual que los esclavos africanos que trajeron a través del Atlántico con ellos su forma de trabajo agrícola. La combinación de estas culturas es lo que se encontrará en esta isla. Los indios también influenciaron en las costumbres de la isla en los últimos años.
Es importante destacar que muchos descendientes de los granadinos afrodescendientes han mantenido sus propias costumbres tribales. Muchos granadinos son conscientes de la tribu de la que sus antepasados provienen, y sus estilos de danza se han mantenido en toda la isla.
Con la aprobación de la Ley del comercio de esclavos 1807 por el Parlamento Británico y la abolición de la esclavitud posterior, la mano de obra contratada de la India se obtuvo en una escala muy grande.
El primer buque, llamado el Maidstone, partió de Calcuta, India el 27 de enero de 1857 y llegó unos meses más tarde el 1 de mayo. En total llegaron; 3.206 indios orientales a Granada solo en 1885. Al menos 380 de ellos regresaron a la India. Los indios han hecho muchas contribuciones a Granada. Recientemente se celebró el Día de llegada de los indios por primera vez desde la celebración del centenario en 1957.
Los hindúes más tarde fueron asimilados a la cultura africana ya existente, estos, los europeos y otros grupos étnicos se casaron entre sí. Esta mezcla ha influenciado la cultura y la gastronomía de Granada.

## Cocina
Platos especiales reflejan la diversidad cultural de Granada. El plato nacional, Oil Down, es una combinación de pan, leche de coco, el azafrán cúrcuma, bolas de masa hervida, Callaloo y carne salada, como el pescado salado (bacalao), o arenques ahumados. A menudo es cocido en una olla grande conocida comúnmente por los lugareños como un karhee, u olla curry. Otras comidas populares incluyen pastel de la calle Aloo, dobles y dal puri. Los dulces incluyen Kurma, queso guayaba, dulce de azúcar o barfi, bolas de tamarindo, el ron y helado de pasas y rollos de grosellas.

## Música y Festivales
La música juega un papel enorme en la cultura de Granada con la competencia anual de Carnaval que genera nuevos soca calipso y nuevo material en agosto. El resto del tiempo la soca, calypso y el reggae son los pilares sobre los cuales los microbuses compiten por ser el más ruidoso y, por desgracia, a veces por ser el más rápido servicio de autobuses. La música Zouk también ha sido importada a Granada de otras islas del Caribe francés recientemente. Otras fiestas locales son el Festival Nacional de Danza, y el Día de la Independencia.